# ¿Dónde está Elisa? (2010)
¿Dónde está Elisa? é uma telenovela estadunidense produzida e exibida pela Telemundo entre 8 de março e 10 de agosto de 2010.
É um remake da telessérie chilena de mesmo nome, produzida em 2009. 
Foi protagonizada por Sonya Smith, Gabriel Porras e Jorge Luis Pila e antagonizada por Catherine Siachoque e Roberto Mateos.

## Sinopse
A trama gira em torno da crise provocada pelo desaparecimento de Elisa, uma jovem de 17 anos e uma das filhas do casamento formado pelo empresário Mariano e Danna. Uma vez que desaparece, os segredos de todos os personagens começam a ser revelados; a paranóia se instala, histórias do passado vêm à tona, questões que antes eram tidas como certas ressurgem e recriminações começam. Isso permitirá uma longa lista de suspeitos de seu sequestro, incluindo parentes (tios, primos e até pais), colegas estudantes, ex-funcionários de Mariano e amigos da cena festeira que ela frequentava antes de desaparecer.

## Elenco
- Sonya Smith - Danna Riggs de Altamira
- Gabriel Porras - Mariano Altamira
- Jorge Luis Pila - Cristóbal Rivas
- Catherine Siachoque - Cecilia Altamira de Cáceres
- Roberto Mateos - Bruno Cáceres
- Ivelín Giro - Viviana Altamira de Rincón
- Omar Germenos - José Ángel Rincón
- Ismael La Rosa - Nicolás del Valle
- Melvin Cabrera - Ricardo de la Fuente
- Karina Mora - Gisela Cruz
- Claudia Moreno - Isabel Ríos
- Rubén Morales - Prefeito Néstor Salazar
- Marisela González - Fiscal Adriana Castañeda
- Vanessa Pose - Elisa Altamira Riggs
- Carmen Aub - Flor Cáceres Altamira
- Mauricio Hénao - Eduardo Cáceres Altamira
- Jason Canela - Santiago Rincón Altamira
- Gabriela Serrano - Cristina Altamira Riggs
- Tania Nieto - Olga Altamira Riggs
- Anabel Leal - Lupita
- Carlos Augusto Maldonado - Esteban Briseño
- Jorge Hernández - Agente Ferrara
- Mildred Quiroz - Amanda Goldstein
- Luís Celeiro - Alberto Ventura